# Bathygobius hongkongensis
Bathygobius hongkongensis là một loài cá biển thuộc chi Bathygobius trong họ Cá bống trắng. Loài này được mô tả lần đầu tiên vào năm 1986.

## Từ nguyên
Từ định danh hongkongensis được đặt theo tên gọi của đảo Hồng Kông, nơi mà mẫu định danh của loài cá này được thu thập (–ensis: hậu tố trong tiếng Latinh biểu thị nơi chốn).

## Phân bố và môi trường sống
B. hongkongensis có phân bố giới hạn ở Tây Thái Bình Dương, chỉ được ghi nhận ở đảo Hồng Kông và đảo Đài Loan; quần đảo Ryukyu (Nam Nhật Bản); đảo Jeju (Hàn Quốc); vịnh Nha Trang (Việt Nam). Một ghi nhận của loài này tại bờ biển Andaman thuộc Nam Thái Lan.

## Mô tả
Chiều dài chuẩn lớn nhất được ghi nhận ở B. hongkongensis là 5 cm. Thân lốm đốm nâu sẫm ở lưng và trắng ở bụng. Vây lưng, vây đuôi và vây ngực có một số đốm nhỏ màu nâu. Tất cả các vây đều trong mờ, màu nâu nhạt.
Số gai ở vây lưng: 7; Số tia ở vây lưng: 9–10; Số gai ở vây hậu môn: 1; Số tia ở vây hậu môn: 7–8; Số tia ở vây ngực: 20–22.